# Ian Harte
Pour les articles homonymes, voir Harte.
Ian Harte, né le 31 aout 1977 à Drogheda (Irlande), est un footballeur professionnel international irlandais. Son poste de prédilection est arrière gauche. Il est le neveu de Gary Kelly qui fut son coéquipier à Leeds United et en équipe d'Irlande.
Malgré son poste d'arrière gauche, il marquait beaucoup de buts en raison de sa précision sur coups de pied arrêtés : pénaltys et coups francs.

## Carrière en club
Il fait partie des joueurs emblématiques de la superbe équipe de Leeds United qui côtoya les sommets à la fin des années 1990 et au début des années 2000 en Angleterre (4e de Premier League en 1999 et 2001, 3e en 2000 et 5e en 2002) et en Europe (demi-finaliste de la Coupe UEFA en 2000 et de la Ligue des champions en 2001).
Ses deux dernières saisons à Leeds sont marquées par les énormes difficultés financières du club, le départ de la plupart des stars et la relégation en Championship à la fin de la saison 2003-2004.
Il quitte le club à l'été 2004, qui a toujours d'énormes problèmes financiers. Il laisse beaucoup de bons souvenirs au club ainsi que de nombreux buts, il a marqué de son empreinte les whites. Il signe donc en Espagne pour Levante UD, où il n'a pas eu une grande réussite.
Il joue par la suite pour Sunderland, Blackpool où il ne joue quasiment pas à cause de ses nombreuses blessures notamment. Lors de la saison 2009-2010, il retrouve quelque peu de sa superbe en D3 anglaise à Carlisle United où il enchaîne enfin les matchs ainsi que les buts. Il joue par ailleurs ses premiers matchs contre Leeds United cette même année. La saison suivante, ses excellentes performances le font signer à Reading en D2 anglaise. Ian est en grande forme et marque 11 buts en 46 rencontres toutes compétitions confondues. Il participe de plus à la finale des play-off 2011.
Le 28 juin 2013, il rejoint l'AFC Bournemouth. Le 15 mai 2015, il est libéré du club.

## Carrière internationale
Il compte 63 sélections en équipe d'Irlande de football et 12 buts. Sa première sélection remonte au 2 juin 1996 contre la Croatie. Il en devient un membre important assez rapidement, il joue également tous les matchs de qualification de l'Irlande pour la Coupe du monde 2002.
Il est fort logiquement retenu et titulaire pour cette compétition. L'équipe s'inclinera aux tirs au but en huitième de finale contre l'Espagne après avoir devancé au premier tour le Cameroun de Samuel Eto'o. Malgré son habileté dans ce domaine il rate un pénalty au cours du huitième de finale alors que l'Irlande était menée 0-1, c'est Robbie Keane qui égalisera plus tard et les emmènera jusqu'aux tirs au but.

## Palmarès
- Reading
  - Football League Championship (D2)
    - Champion : 2012

- AFC Bournemouth
  - Football League Championship (D2)
    - Champion : 2015

### Distinctions personnelles
- Meilleur joueur du mois en mars 2011[1] en Football League Championship (D2)
- Membre de l'équipe type de Football League Championship (D2) en 2011[2]
- Membre de l'équipe type de Football League Championship (D2) en 2012

## Statistiques en championnat
| Année     | Equipe          | Championnat      | Matchs | Buts |
| --------- | --------------- | ---------------- | ------ | ---- |
| 1995-1996 | Leeds United    | Premier League   | 5      | 0    |
| 1996-1997 | Leeds United    | Premier League   | 14     | 2    |
| 1997-1998 | Leeds United    | Premier League   | 12     | 0    |
| 1998-1999 | Leeds United    | Premier League   | 35     | 4    |
| 1999-2000 | Leeds United    | Premier League   | 33     | 6    |
| 2000-2001 | Leeds United    | Premier League   | 29     | 7    |
| 2001-2002 | Leeds United    | Premier League   | 36     | 5    |
| 2002-2003 | Leeds United    | Premier League   | 27     | 3    |
| 2003-2004 | Leeds United    | Premier League   | 23     | 1    |
| 2004-2005 | Levante UD      | Liga             | 24     | 1    |
| 2005-2006 | Levante UD      | Segunda Division | 26     | 3    |
| 2006-2007 | Levante UD      | Liga             | 6      | 0    |
| 2007-2008 | Sunderland      | Premier League   | 8      | 0    |
| 2008-2009 | Blackpool       | Championship     | 4      | 0    |
| 2008-2009 | Carlisle United | League 1         | 3      | 1    |
| 2009-2010 | Carlisle United | League 1         | -      | -    |

## Sources
- (en) Stephen McGarrigle, The Complete who's who of Irish international football : 1945-1996, Edimbourg, Mainstream Publishing, octobre 1996, 237 p. (ISBN 1-85158-894-9), p. 87-88